# Vesterslette
Vesterslette er et højtbeliggende (60 moh), fladt landbrugsområde vest for Skamlingsbanken, ca. 10 km syd for Kolding. 
Området består af 10 ejendomme beliggende langs den blinde Vesterslettevej. Ejendommene er opstået som husmandssteder i 18-1900 tallet, men er nu kun hobbyejendomme, hvor det meste er jorden er opkøbt af omkringliggende storgårde. Vesterslettevej havde tidligere ry for at huse en del originaler og var i folkemunde døbt "a jenspændevaj'" (underforstået, at her var de fattige gårde med kun én hest og beboet af "enspændere").